# Leandre Amigó
Leandre Amigó i Batllori (Molins de Rey, 1906 - Barcelona, 2005) fue un escritor, periodista y crítico literario español en catalán y castellano. 

## Biografía
En 1921 fue secretario de Pomell de Joventut, movimiento catalanista y cristiano fundado por Josep Maria Folch i Torres. Antes de la Guerra Civil colaboró con los diarios El Matí y La Revista. Participó en los Juegos Florales de Barcelona de 1930 con la obra Confessió. Davant Crist y en 1934 ganó el premio Narcís Oller de narración con Ernest. Sin embargo, hasta 1948 no publicó su primer libro de cuentos.
Después de la guerra trabajó como ejecutivo en la Caja de Pensiones para la Vejez y Ahorros y colaboró en los diarios y semanarios Tele/eXpres, Tele/Estel, Catalunya Cristiana, Avui y en el boletín del Ateneo Barcelonés, del que era vocal. Fue miembro de la Asociación de Escritores en Lengua Catalana (AELC) y del PEN català. En 1985 fue galardonado por la Generalidad de Cataluña con la Creu de Sant Jordi.

## Obras

### Narrativa
- Ernest (1934), premio Narcís Oller en los Juegos Florales de Barcelona;
- Elogi a l'ancianitat. Barcelona (1946)
- Enlluernament (1948)
- La pau dels dies (1954)
- La frontera de l'oblit (1981)

### Biografías
- Joaquim Ruyra (1950)
- Joan Oller i Rabassa, novel·lista (1953)
- Presències i evocacions (1969)
- Salvador Espriu en els seus millors escrits (1974)
- Semblances: testimonis d'una cultura (1990)

### Descripción y viajes
- El batec d'una plaça: la plaça de Molins de Rei al llarg del temps (1997)